# Curtiss H75 A Hawk
 (mai 2023).
Si vous disposez d'ouvrages ou d'articles de référence ou si vous connaissez des sites web de qualité traitant du thème abordé ici, merci de compléter l'article en donnant les références utiles à sa vérifiabilité et en les liant à la section « Notes et références ».
 (mai 2023).
La mise en forme du texte ne suit pas les recommandations de Wikipédia : il faut le « wikifier ».
Les points d'amélioration suivants sont les cas les plus fréquents. Le détail des points à revoir est peut-être précisé sur la page de discussion.
- Les titres sont pré-formatés par le logiciel. Ils ne sont ni en capitales, ni en gras.
- Le texte ne doit pas être écrit en capitales (les noms de famille non plus), ni en gras, ni en italique, ni en « petit »…
- Le gras n'est utilisé que pour surligner le titre de l'article dans l'introduction, une seule fois.
- L'italique est rarement utilisé : mots en langue étrangère, titres d'œuvres, noms de bateaux, etc.
- Les citations ne sont pas en italique mais en corps de texte normal. Elles sont entourées par des guillemets français : « et ».
- Les listes à puces sont à éviter, des paragraphes rédigés étant largement préférés. Les tableaux sont à réserver à la présentation de données structurées (résultats, etc.).
- Les appels de note de bas de page (petits chiffres en exposant, introduits par l'outil «  Source ») sont à placer entre la fin de phrase et le point final[comme ça].
- Les liens internes (vers d'autres articles de Wikipédia) sont à choisir avec parcimonie. Créez des liens vers des articles approfondissant le sujet. Les termes génériques sans rapport avec le sujet sont à éviter, ainsi que les répétitions de liens vers un même terme.
- Les liens externes sont à placer uniquement dans une section « Liens externes », à la fin de l'article. Ces liens sont à choisir avec parcimonie suivant les règles définies. Si un lien sert de source à l'article, son insertion dans le texte est à faire par les notes de bas de page.
- La présentation des références doit suivre les conventions bibliographiques. Il est recommandé d'utiliser les modèles {{Ouvrage}}, {{Chapitre}}, {{Article}}, {{Lien web}} et/ou {{Bibliographie}}. Le mode d'édition visuel peut mettre en forme automatiquement les références.
- Insérer une infobox (cadre d'informations à droite) n'est pas obligatoire pour parachever la mise en page.

Pour une aide détaillée, merci de consulter Aide:Wikification.
Si vous pensez que ces points ont été résolus, vous pouvez retirer ce bandeau et améliorer la mise en forme d'un autre article.
Le Curtiss H75 A Hawk est une variante destiné à l'export du chasseur américain Curtiss P36 Hawk des années 30.

## Description
À la fin des années 1930, l'armée de l'air française manque d'avions de combat modernes et se rend compte que la production nationale ne peut répondre aux besoins du pays. Dans ce contexte, la France se tourne vers les producteurs étrangers et demande à Curtiss de produire une version export du P-36, qui serait connue sous le nom de H-75. Le premier contrat d'achat est baptisé H-75A-1, et 100 exemplaires sont commandés. En décembre 1938, les chasseurs H-75A-1 sont acheminés en France où ils sont assemblés et où des modifications mineures sont apportées, notamment en ce qui concerne l'armement, les commandes et les instruments du cockpit.
Alors que la situation géopolitique se désintègre rapidement en Europe, la France passe une commande urgente de 100 Curtiss H-75A-2. Ce modèle constitue une amélioration par rapport au A-1, notamment en ce qui concerne l'armement supplémentaire et le moteur amélioré. Après la déclaration de guerre avec l'Allemagne, les français ont passé une autre commande pour les versions H-75A-3 de l'avion, qui sont arrivées pour la première fois en mars 1940. Cependant, en raison de l'invasion allemande de la France, une partie de la cargaison a été coulée en mer, tandis que les autres ont été détournées vers des zones situées autour de l'Afrique du Nord pour y être conservées. Tout comme le A-3, le H-75A-4 n'a reçu qu'un nombre relativement faible d'appareils en France, la plupart d'entre eux étant détournés vers la Grande-Bretagne sous le nom de Mohawk.
Les H-75 français ont continué à combattre tout au long de la guerre, à la fois sous le contrôle des Forces françaises libres alliées et des britanniques, et sous celui de l'axe finlandais, qui a reçu des allemands des avions français capturés pour les utiliser contre les soviétiques.

## Conception et développement
Le P-36 Hawk a été conçu par la Curtiss Aeroplane Company au début des années 1930. Entreprise privée de Curtiss, le projet était dirigé par Donovan A. Berlin, un ancien ingénieur de la Northrop aircraft company, qui en était le principal concepteur et y avait incorporé des éléments des premières conceptions de Northrop. Le P-36, connu à l'époque sous le nom de X-17Y, s'éloignait des années du biplan en utilisant un monoplan à aile basse entièrement métallique, avec des gouvernes recouvertes de tissu. Cet avion était également équipé d'un train d'atterrissage rétractable, dont la conception avait été proposée par la Boeing Aircraft Company et qui nécessitait le versement de redevances à Boeing pour chaque avion dans lequel ce train d'atterrissage était installé. L'armement initial comprenait les mitrailleuses standard de 12,7 mm et de 7,62 mm, toutes deux montées dans le pont avant du fuselage et tirant à travers des ouvertures dans le capot, synchronisées pour tirer à travers l'arc de l'hélice.
Le premier vol a eu lieu en 1935 et lorsqu'il a été présenté à une compétition l'année suivante, l'avion concurrent (Seversky SEV-2XP/P-35) a été lourdement endommagé pendant le transport. Alors que Seversky reprend son appareil pour le réparer et le modifier, Curtiss en profite pour effectuer quelques modifications, notamment en remplaçant le moteur radial Wright XR-1670-5 à deux rangées refroidi par air par le moteur radial Cyclone Write XR-1820-39[2], une fois l'appareil Seversky réparé, la compétition reprend. Bien que l'avion Seversky soit moins performant et plus cher que le Curtiss X-17Y, il est sélectionné et 77 avions furent commandés. Cependant, plus tard, la division du matériel de l'USAAC contacte Curtiss et passe une commande de trois exemplaires, car elle commence à s'inquiéter de la capacité de Seversky à livrer ses avions dans les délais impartis. Curtiss travailla à la modification du P-36 en améliorant à nouveau le moteur et en travaillant sur le cockpit, en particulier en augmentant la zone derrière le cockpit où le pilote pouvait voir. Lors de la compétition de 1937, les pilotes d'essai qui ont piloté le P-36 ont tous fait remarquer que l'avion réagissait favorablement aux sollicitations du pilote, quelle que soit la vitesse, et qu'il se comportait même bien au sol pendant le roulage. Face à cette réaction des pilotes d'essai, l'USAAC a passé une commande de 210 chasseurs P-36A, ce qui constituait à l'époque la plus importante commande d'avions militaires américains depuis la Première Guerre mondiale.
Les chasseurs P-36 commencent à sortir de la chaîne de montage et sont expédiés aux escadrons américains. Cependant, des problèmes apparaissent et les avions sont cloués au sol en attendant d'être réparés. Le P-36 continua à avoir des problèmes, mais quatre chasseurs P-36A stationnés à Wheeler Air Field à Hawaï purent décoller et intercepter un escadron de bombardiers torpilleurs Nakajima B5N1, en abattant deux et en obtenant les premières victoires aériennes américaines de la guerre du Pacifique. Malgré cette action, les chasseurs P-36 furent retirés des unités de combat et envoyés dans des unités d'entraînement pour que les nouveaux pilotes puissent s'entraîner. Bien que le P-36 n'ait pas connu beaucoup d'action avec les États-Unis, il a été utilisé au combat par d'autres nations telles que la France et la Finlande, qui ont mis le petit chasseur à l'épreuve et l'ont utilisé avec succès. 10 chasseurs d'entraînement P-36A ont été transférés en 1942 au Brésil, où ils sont restés en service jusqu'en 1954.
Bien que le P-36 n'ait pas réussi à obtenir un contrat avec les États-Unis, les Français, désespérés, ont approché Curtiss pour obtenir une version export de ce chasseur afin de renforcer leurs forces armées. Une fois le contrat conclu, le H-75A-1 fut le premier lot de production de Hawk 75 construit pour la France, avec une centaine d'appareils construits et livrés. Malheureusement, après le début des hostilités, nombre de ces appareils ont été capturés lors de la chute de la France et expédiés à d'autres pays amis de l'Allemagne, donnant du fil à retordre aux Alliés.

## Variantes

### H-75 A-1
En février 1938, le gouvernement français entra en négociations avec le constructeur américain Curtiss pour la fourniture de trois cents Curtiss H.75 type A. C'était une version conçue pour l'exportation du P-36 proposé avec un moteur Pratt & Whitney R-1830 Twin Wasp ou un Wright Cyclone.
Cependant, le prix demandé par Curtiss parut exorbitant (environ le double d'un Morane-Saulnier MS.406). De plus, le planning de livraison proposé d'une vingtaine d'avions au mois de mars 1939 puis de trente appareils par mois fut considéré comme inacceptable. Enfin, l'USAAC, craignant que la commande française fasse baisser le rythme de ses propres livraisons, s'opposa au marché.
Malgré tout, le réarmement rapide de l'Allemagne conduisit le gouvernement français à poursuivre ses négociations. Grâce à l'intervention du président Roosevelt, le pilote français Michel Détroyat fut autorisé à faire un vol d'essai sur le Y1P-36 à Wright Field en mars 1938. Son rapport fut extrêmement enthousiaste. Curtiss suggéra alors pour améliorer les délais de livraison que le gouvernement français finance la construction et l'équipement d'usines d'assemblage; la France finança finalement pour 940 000 $ (17 millions actuels) une nouvelle ligne de production pour le P-36.
Trouvant que le prix était toujours trop élevé, les Français décidèrent le 28 avril 1938 d'attendre la fin des essais du Bloch MB.150 qui coûtait à peu près la moitié du prix du Curtiss H.75. Finalement, comme les essais du Bloch MB.150 rencontraient beaucoup de difficultés et laissaient prévoir des difficultés de mise en production, le ministère de l'Air passa commande le 17 mai 1938 de cent cellules et de cent soixante-seize moteurs Pratt & Whitney R-1830 Twin Wasp. Le contrat prévoyait que le centième et dernier exemplaire devait être livré pour le 10 avril 1939.
En accord avec cette commande, la version initiale dénommée Hawk 75A-1 par Curtiss fut livrée en majorité non assemblée en France et fut remontée par la Société nationale de constructions aéronautiques du Centre (SNCAC) à Bourges. Le premier Hawk 75A-1 vola à Buffalo le 21 novembre 1938 et les premiers exemplaires furent livrés en France le 14 décembre 1938. Le remontage par la SNCAC des exemplaires livrés débuta en février 1939.
Fin février 1939, la 5e puis la 4e escadre de chasse, stationnées sur la base aérienne de Reims commencèrent leur conversion en remplacement de leurs Dewoitine D.500 et 501 et, au premier juillet, la 5e Escadre alignait cinquante-quatre Hawk et la 4e Escadre quarante-et-un.
Le Hawk 75A-1 utilisait un moteur Pratt & Whitney R-1830 Twin Wasp SC-G de 900 chevaux à 4 000 mètres et 1 050 chevaux au décollage. L'armement était constitué de 4 mitrailleuses FN Browning modèle 38 de 7,5 mm (deux dans le capot et deux dans les ailes) alimentées par 1 200 cartouches. Les instruments avaient été adaptés au système métrique et le siège modifié pour le parachute Lemercier. La manette des gaz utilisait le mode « français », avec une direction inverse du mode anglo-saxon.
L'Armée de l'air numérota ces avions en utilisant la dénomination du constructeur (Hawk) suivie d'un numéro de série (model 75). Le marquage sur le gouvernail était donc :
CURTISS
H75-C1
no 9
(C pour Chasse et 1 pour monoplace)

### H-75 A-2
La commande initiale de mai 1938 comportait une option pour cent appareils supplémentaires. Cette option fut convertie en commande ferme le 8 mars 1939. Ces avions différaient des A-1 par la présence de deux mitrailleuses de 7,5 millimètres supplémentaires dans les ailes, un renforcement de l'arrière du fuselage, et quelques modifications mineures pour permettre l'interchangeabilité du moteur R-1830-SC-G avec le R-1830-SC3-G équipé d'un nouveau carburateur qui le rendait plus performant en altitude.
Ce nouveau modèle fut désigné Hawk 75 A-2 par Curtiss. Il était plus ou moins équivalent au XP-36D de l'USAAC. Les premiers A-2 furent livrés fin mai 1939 mais le premier exemplaire bénéficiant à la fois des quatre mitrailleuses d'aile et du moteur R-1830-SC3-G fut le quarante-huitième.
L'armée de l'air numérota ces avions à la suite des A-1, le premier A-2 étant numéroté 101.

### H-75 A-3
Cent trente-cinq exemplaires du Hawk 75 A-3 furent commandés par la France le 5 octobre 1939 (contrat no 173/0). Ceux-ci étaient en majorité équipés du moteur R-1830 SC3G (quelques exemplaires de fin de série ont reçu un R-1830 SCG) et des six mitrailleuses du A-2. Numérotés du no 201 au no 335, les cent trente cinq exemplaires furent livrés à la France avant la défaite, et la majorité prise en compte par l'armée de l'air.

### H-75 A-4
Commandés en même temps que les Hawk 75 A-3 (contrat no 173/0), la demande française porta sur trois cent quatre-vingt-quinze Hawk 75 A-4, ramenés à deux-cent-soixante-cinq par un avenant de février 1940. Disposant du même armement que les A-3, ils étaient équipés d'un moteur Wright Cyclone R-1820-G205A de 1 200 chevaux.
Seuls vingt-quatre exemplaires purent rejoindre la France métropolitaine, dont neuf pourront gagner l'Afrique du Nord par la voie des airs avant l'armistice. Trente furent livrés en caisses à Casablanca, dix-sept en Martinique et six autres en Guadeloupe (ces vingt-trois derniers appareils furent envoyés au Maroc vers 1943-1944 et utilisés pour l'entraînement des pilotes en même temps que ceux qui s'y trouvaient déjà).
On a longtemps cru que trente exemplaires avaient été perdus pendant leur transport maritime en juin 1940 à bord du Champlain, coulé par une mine puis un sous-marin. Mais si celui-ci avait bien convoyé des appareils auparavant, il n'en contenait plus lorsqu'il a sombré.
Les Britanniques rachetant le 16 juin 1940 les contrats en suspens, le reste des Hawk 75A-4 non livrés à la France fut utilisé par la RAF sous la désignation Mohawk IV.

## Voir Aussi